# Carlo Reguzzoni
Carlo Reguzzoni (6. červen 1908, Busto Arsizio, Itálie – 16. prosinec 1996, Busto Arsizio, Itálie) byl italský fotbalový útočník. Po hráčské kariéře působil krátce jako trenér.

## Kariéra
Fotbalově vyrůstal v rodném městě Busto Arsizio, kde byl doma klub Pro Patria. Za dospělé odehrál první utkání již 16 letech a také hned skóroval. V sezoně 1925/26 pomohl klubu k postupu do nejvyšší ligy. Za Tigrotti odehrál tři sezony v nejvyšší lize a vstřelil 52 branek. Od sezony 1930/31 se stal na 14 sezon hráčem Boloně. Přestoupil tehdy za rekordních 80 000 lir.
V Boloni získal celkem šest trofejí. V lize vyhrál čtyři tituly (1935/36, 1936/37, 1938/39 a 1940/41) a také dvakrát vyhrál Středoevropský pohár (1932 a 1934). Celkem za Rossoblu odehrál 413 utkání a vstřelil 159 branek, což jej řadí na 2. místo v historických tabulkách klubu. V nejvyšší lize vstřelil 155 branek, což je v klubu nejvíce. Fotbalovou kariéru ukončil po sezoně 1947/48, když hrál za mateřský klub Pro Patria ve druhé lize.
Za reprezentaci odehrál jen jedno utkání a to 14. dubna 1940 ve věku 32 let proti Rumunsku (2:1).

## Hráčská statistika
| Sezóna               | Klub                 | Liga                 | Liga   | Liga | Ligové poháry | Ligové poháry | Ligové poháry | Kontinentální poháry | Kontinentální poháry | Kontinentální poháry | Celkem | Celkem |
| Sezóna               | Klub                 | Soutěž               | Zápasy | Góly | Soutěž        | Zápasy        | Góly          | Soutěž               | Zápasy               | Góly                 | Zápasy | Góly   |
| -------------------- | -------------------- | -------------------- | ------ | ---- | ------------- | ------------- | ------------- | -------------------- | -------------------- | -------------------- | ------ | ------ |
| 1926/27              | Pro Patria           | 2. liga              | ?      | ?    | IP            | 1             | 1             | -                    | 0                    | 0                    | 1+     | 1+     |
| 1927/28              | Pro Patria           | 1. liga              | 17     | 10   | -             | 0             | 0             | -                    | 0                    | 0                    | 17     | 10     |
| 1928/29              | Pro Patria           | 1. liga              | 27     | 29   | -             | 0             | 0             | -                    | 0                    | 0                    | 27     | 29     |
| 1929/30              | Pro Patria           | Serie A              | 31     | 13   | -             | 0             | 0             | -                    | 0                    | 0                    | 31     | 13     |
| 1930/31              | Boloňa               | Serie A              | 28     | 18   | -             | 0             | 0             | -                    | 0                    | 0                    | 32     | 23     |
| 1931/32              | Boloňa               | Serie A              | 28     | 11   | -             | 0             | 0             | Stř. P               | 4                    | 1                    | 30     | 15     |
| 1932/33              | Boloňa               | Serie A              | 26     | 11   | -             | 0             | 0             | -                    | 0                    | 0                    | 30     | 28     |
| 1933/34              | Boloňa               | Serie A              | 34     | 9    | -             | 0             | 0             | Stř. P               | 8                    | 7                    | 31     | 16     |
| 1934/35              | Boloňa               | Serie A              | 12     | 3    | -             | 0             | 0             | -                    | 0                    | 0                    | 22     | 1      |
| 1935/36              | Boloňa               | Serie A              | 30     | 2    | IP            | 2             | 0             | Stř. P               | 2                    | 0                    | 30     | 15     |
| 1936/37              | Boloňa               | Serie A              | 29     | 13   | IP            | 1             | 0             | Stř. P               | 2                    | 1                    | 30     | 28     |
| 1937/38              | Boloňa               | Serie A              | 29     | 15   | IP            | 3             | 2             | -                    | 0                    | 0                    | 31     | 16     |
| 1938/39              | Boloňa               | Serie A              | 30     | 8    | IP            | 1             | 0             | Stř. P               | 4                    | 2                    | 22     | 1      |
| 1939/40              | Boloňa               | Serie A              | 27     | 14   | IP            | 2             | 0             | -                    | 0                    | 0                    | 30     | 15     |
| 1940/41              | Boloňa               | Serie A              | 30     | 17   | IP            | 1             | 1             | -                    | 0                    | 0                    | 30     | 28     |
| 1941/42              | Boloňa               | Serie A              | 27     | 11   | IP            | 3             | 1             | -                    | 0                    | 0                    | 31     | 16     |
| 1942/43              | Boloňa               | Serie A              | 29     | 9    | IP            | 3             | 1             | -                    | 0                    | 0                    | 22     | 1      |
| 1944                 | Pro Patria           | Národní divize       | 14     | 3    | -             | 0             | 0             | -                    | 0                    | 0                    | 6      | 8      |
| 1945/46              | Boloňa               | Nár. divize          | 18     | 2    | -             | 0             | 0             | -                    | 0                    | 0                    | 18     | 2      |
| Celkem za Boloňu     | Celkem za Boloňu     | Celkem za Boloňu     | 377    | 143  | -             | 16            | 5             | -                    | 20                   | 11                   | 413    | 159    |
| 1946/47              | Pro Patria           | Serie B              | 40     | 13   | -             | 0             | 0             | -                    | 0                    | 0                    | 40     | 13     |
| 1947/48              | Pro Patria           | Serie A              | 11     | 1    | -             | 0             | 0             | -                    | 0                    | 0                    | 11     | 1      |
| Celkem za Pro Patria | Celkem za Pro Patria | Celkem za Pro Patria | 140+   | 69+  | -             | 1             | 1             | -                    | 0                    | 0                    | 141+   | 70+    |
| Celkově              | Celkově              | Celkově              | 517+   | 212+ | -             | 17            | 6             | -                    | 20                   | 11                   | 554+   | 229+   |

## Hráčské úspěchy

### Klubové
- vítěz italské ligy (4x)

Boloňa: 1935/36, 1936/37, 1938/39, 1940/41
- vítěz Středoevropského poháru (2x)

Boloňa: 1932, 1934

### Individuální
- 1x nejlepší střelec ligy Středoevropského poháru (1934)